# John Landen
Pour les articles homonymes, voir Landen (homonymie).
John Landen (né le 23 janvier 1719 à Peakirk, près de Peterborough dans le Cambridgeshire, mort le 15 janvier 1790 à Milton dans le même comté) est un mathématicien amateur anglais. Il est principalement connu pour la Transformation de Landen, une relation de récurrence entre intégrales elliptiques ou fonctions elliptiques jacobiennes qui permet de les évaluer par approximations successives.

## Repères biographiques

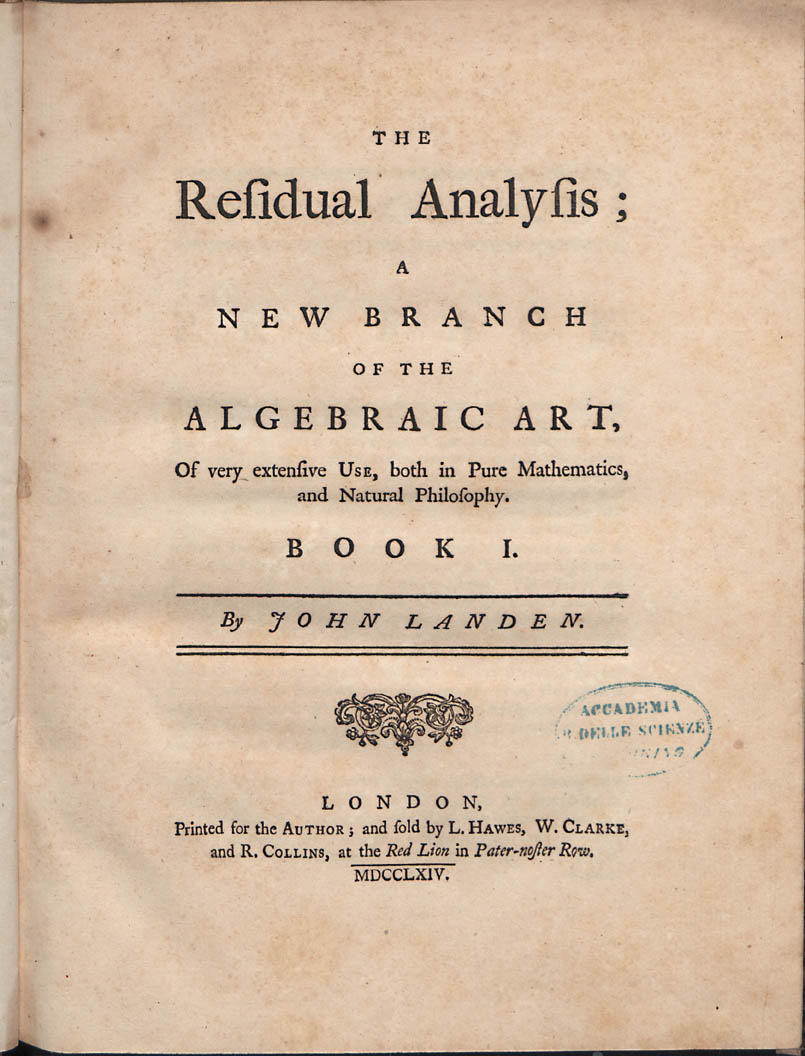
The residual analysis, 1764

John Landen fut formé comme arpenteur et travailla comme expert foncier au service du quatrième comte Fitzwilliam de 1762 à 1788.
Cultivant l'étude des mathématiques à temps perdu, il adressa plusieurs communications au Ladies' Diary en 1744, publia ses Mathematical Lucubrations en 1755, et enfin à partir de 1754 adressa à la Royal Society des mémoires originaux sur le « calcul des fluxions » (c'est ainsi que, depuis Newton, on appelait en Angleterre le calcul différentiel). Il fut élu membre de la Royal Society en 1766. Ses tentatives pour asseoir le calcul différentiel sur des bases purement algébriques, exposées au livre I de son traité Residual Analysis, seront reprises par Lagrange dans son Traité des fonctions analytiques, qui est une des bases de l'étude des fonctions de la variable complexe. Le livre II ne parut jamais.

## Œuvres
- Articles dans le Ladies Diary (1744 à 1760)
- Articles dans les Philosophical Transactions (1754, 1760, 1768, 1771, 1775, 1777, 1785)
- Mathematical Lucubrations (1755)
- Mathematical lucubrations (1755)
- A discourse concerning the residual analysis (1758)
- The residual analysis : a new branch of the algebraic art (1764)
- Animadversions on Stewart's computation of the sun's distance from the earth (1771)
- Mathematical Memoirs (1780, 1789)
- Observations on converging series (1781)

## Source
- Agnes Mary Clerke et Sidney Lee (dir.), Dictionary of National Biography, vol. 32, Londres, Smith, Elder & Co., 1892 (lire en ligne), « Landen, John »